# Kwiatoń
Kwiatoń (j. łemkowski Квятонь) – wieś w Polsce położona w województwie małopolskim, w powiecie gorlickim, w gminie Uście Gorlickie.
W latach 1975–1998 miejscowość administracyjnie należała do województwa nowosądeckiego.
Kwiatoń leży w dolnym odcinku doliny Zdyni, na wysokości ok. 415–435 m n.p.m. Wieś znajduje się na Szlaku Architektury Drewnianej województwa małopolskiego.

## Historia
Miejscowość powstała w XIV w., w czasie kolonizacji prowadzonej przez rycerski ród Gładyszów z Szymbarku. Początkowo wieś lokowano na prawie magdeburskim. W 1480 nadano jej prawo wołoskie. 
W 1939 roku było 330 mieszkańców. W ramach Akcji „Wisła” większość mieszkańców wsi została wysiedlona do Związku Radzieckiego i na tzw. Ziemie Odzyskane. We wsi znajdują się dwie cerkwie – dawna greckokatolicka cerkiew św. Paraskewy (obecnie użytkowana jako kościół rzymskokatolicki) oraz XX-wieczna prawosławna cerkiew pod tym samym wezwaniem.

## Cerkiew greckokatolicka św. Paraskewy
Cerkiew greckokatolicka pw. św. Paraskewy, wybudowana w XVII wieku, aktualnie pełni funkcję kościoła rzymskokatolickiego. Jest to budowla trójdzielna, orientowana, konstrukcji zrębowej, cała pokryta gontem. Wieża konstrukcji słupowo-ramowej, z izbicą. Kopuły zwieńczone są baniastymi wieżyczkami. Świątynia posiada kompletne wyposażenie cerkiewne, m.in. ikonostas z 1904, ołtarz z XIX wieku i polichromię figuralno-architektoniczną z 1811 roku.
Świątynia jest jedną z najlepiej zachowanych dawnych cerkwi łemkowskich w Polsce. Wraz z ogrodzeniem z bramką oraz cmentarzem jest wpisana do rejestru zabytków nieruchomych województwa małopolskiego.

## Cerkiew prawosławna św. Paraskiewy
Prawosławna cerkiew św. Paraskiewy powstała w 1933, gdy większość mieszkańców wsi przeszła na prawosławie. Po akcji „Wisła” była użytkowana jako magazyn. W 1988 świątynia została wyremontowana i po ponownej konsekracji w 1989 nadal służy wyznawcom prawosławia. Jest budowlą zrębową, orientowaną, trójdzielną. Kalenicowe dachy dwuspadowe są kryte blachą. Między prezbiterium a nawą zachował się kompletny ikonostas.
Świątynia obecnie podlega parafii prawosławnej w Hańczowej.